# Новопокровское сельское поселение (Томская область)
Новопокровское се́льское поселе́ние — муниципальное образование в Кожевниковском районе Томской области Российской Федерации.
Административный центр — село Новопокровка.

## История
Статус и границы сельского поселения установлены Законом Томской области от 10 сентября 2004 года № 202-ОЗ «О наделении статусом муниципального района, сельского поселения и установлении границ муниципальных образований на территории Кожевниковского района».

## Население
| 2002  | 2010  | 2012  | 2013  | 2014  | 2015  | 2016  |
| ----- | ----- | ----- | ----- | ----- | ----- | ----- |
| 1351  | ↘1244 | ↘1242 | ↘1235 | ↘1229 | ↘1212 | ↗1218 |
| 2017  | 2018  | 2019  | 2020  | 2021  |       |       |
| ↗1220 | ↘1201 | ↘1189 | ↘1164 | ↗1192 |       |       |

## Состав сельского поселения
| № | Населённый пункт | Тип населённого пункта       | Население |
| - | ---------------- | ---------------------------- | --------- |
| 1 | Аркадьево        | деревня                      | ↗140      |
| 2 | Десятово         | село                         | ↗337      |
| 3 | Новопокровка     | село, административный центр | ↗524      |
| 4 | Сафроновка       | деревня                      | ↘191      |